# Schizonycha sansibarica
Schizonycha sansibarica är en skalbaggsart som beskrevs av Hermann Julius Kolbe 1895. Schizonycha sansibarica ingår i släktet Schizonycha och familjen Melolonthidae. Inga underarter finns listade i Catalogue of Life.